# Scopa

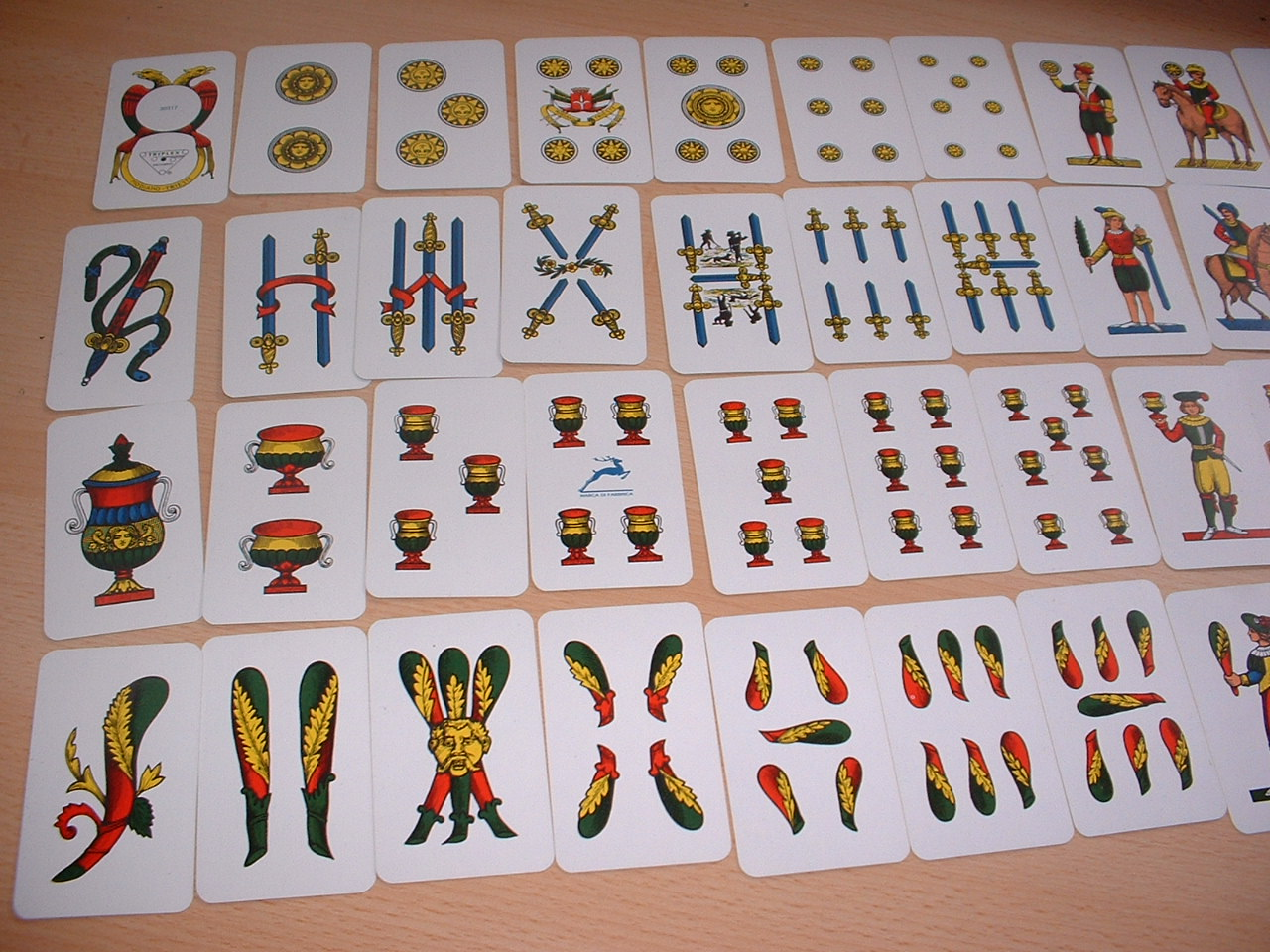
En Scopa-kortlek från Neapel. I stället för ruter, spader, hjärter och klöver har Scopa-kortleken "mynt" (eller "guld"), "svärd", "bägare" och "klubbor" (denari eller ori, spade, coppe resp. bastoni på italienska). Kortens valörer är 1-7 och därefter de klädda korten knekt, riddare och kung.

Scopa är ett italienskt kortspel för två spelare. Spelet är nära besläktat med det mer kända spelet kasino, och går i likhet med detta ut på att vinna så värdefulla kort som möjligt från bordet genom att spela ut matchande kort från handen. En traditionell italiensk kortlek används, eller en vanlig fransk-engelsk kortlek med åttor, nior och tior borttagna. 
Scopa kan spelas på olika sätt beträffande vad som gäller när man tar hem kort från bordet. I en spelform ska, liksom i kasino, kortet på handen ha samma siffervärde som ett kort eller flera kort tillsammans på bordet. I en annan spelform ska kortet på handen tillsammans med ett eller flera kort på bordet sammanlagt ge siffervärdet femton. 
Scopone är en version av spelet avsett för fyra spelare.